# Čas razkriva resnico (de Troy)
Čas razkriva resnico je slika olje na platnu francoskega slikarja Jeana Françoisa de Troyja iz leta 1733. Hrani se v Narodni galeriji v Londonu.
Kdo je naročil sliko, ne vemo, čeprav je na globusu podpisana in datirana. Obstaja naslikana kopija Sebastiana Staessensa iz leta 1794 (Puškinov muzej lepih umetnosti, Moskva).

## Opis
Krilati Oče Čas odkriva Resnico, ki je oblečena v belo in s svojo nogo počiva na globusu, ki simbolizira Zemljo, iz katere je izšla. Z levo roko Resnica razkrije Prevaro, medtem ko z desno pokaže na štiri glavne kreposti: Preudarnost, ki drži kačo; Zmernost, ki nosi vrč za vodo; Pravičnost, z mečem in tehtnico; in Trdnost, ki s komolcem počiva na levu. Zamisel o Resnici, ki izvira iz Zemlje, najdemo tudi v Psalmu 85: »Iz zemlje bo pognala zvestoba, z nebes bo gledala pravičnost« (Ps 85:12). Verjeli so tudi, da je resnica močnejša od vseh zemeljskih stvari in da je nad nizkotnostjo sveta.
Monumentalne figure zasedajo ospredje pokrajine kot igralci na odru. Organizirane so v uravnoteženi piramidalni razporeditvi s Časom in Resnico na vrhu, kar morda nakazuje, da bosta zmagala. Medtem ko vse figure gledajo v Resnico, ona gleda v nas, nas potegne v podobo in vodi po njej s prepletanjem pogledov in gest rok. Vključitev templja s kupolo na desni je morda namenjena nakazovanju klasičnega izvora teme.
Poza de Troyeve Resnice izhaja iz figure Resnice v nedokončani skulpturi Gian Lorenza Berninija Čas in resnica iz okoli 1645–7, ki jo je de Troy verjetno videl med svojim bivanjem v Italiji med letoma 1699 in 1706 ali pa jo je kako drugače vedel iz gravure, objavljene v Parizu leta 1707.